# 鳥取県立米子産業体育館
鳥取県立米子産業体育館（とっとりけんりつ よなごさんぎょうたいいくかん）は、鳥取県米子市東福原に所在する体育館。鳥取県スポーツ協会が指定管理者として管理している。
体育館および駐車場は1973年統合により閉校した旧米子市立米子高等学校の跡地を利用している。

## 施設概要
- 敷地面積 21,116m2
- 延面積 8,257.93m2
- 建物 鉄筋コンクリート

### メインアリーナ
- 床面積 1,836m2
- 収容人数 3,000人
- 観覧席 2,000人

### サブアリーナ
- 床面積 493m2
- 収容人数 600人

## アクセス
- JR山陰本線 米子駅前より
  - 日ノ丸バス新開行き「サニーテニス前」バス停より南へ900m
  - ※産業体育館行きが1往復設定されている。
  - 日ノ丸バス、日本交通皆生温泉行き「上福原」バス停より1km